# Rand (Virginia Occidental)
Rand es un lugar designado por el censo ubicado en el condado de Kanawha en el estado estadounidense de Virginia Occidental. En el Censo de 2010 tenía una población de 1631 habitantes y una densidad poblacional de 1.366,01 personas por km².

## Geografía
Rand se encuentra ubicado en las coordenadas 38°16′54″N 81°33′55″O / 38.28167, -81.56528. Según la Oficina del Censo de los Estados Unidos, Rand tiene una superficie total de 1.19 km², de la cual 1.19 km² corresponden a tierra firme y (0%) 0 km² es agua.

## Demografía
Según el censo de 2010, había 1631 personas residiendo en Rand. La densidad de población era de 1.366,01 hab./km². De los 1631 habitantes, Rand estaba compuesto por el 59.1% blancos, el 35.07% eran afroamericanos, el 0.43% eran amerindios, el 0.12% eran asiáticos, el 0% eran isleños del Pacífico, el 0.67% eran de otras razas y el 4.6% pertenecían a dos o más razas. Del total de la población el 1.35% eran hispanos o latinos de cualquier raza.